# 팔음
《증보문헌비고》에서는 한국 악기를 나눌 때, 제작 재료에 따라 나눈다. 바로 그 제작 재료 여덟 가지인 금(金), 석(石), 사(絲), 죽(竹), 포(匏), 토(土), 혁(革), 목(木)을 팔음(八音)이라 한다.

## 팔음과 그에 해당하는 악기
| 팔음 이름  | 우리말 이름             | 해당 악기                                                |
| ---------- | ----------------------- | -------------------------------------------------------- |
| 金部(금부) | 쇠붙이로 만든 악기      | 편종, 특종, 방향, 징, 나발, 요, 순, 탁, 촉, 향발, 동발   |
| 石部(석부) | 돌을 깎아 만든 악기     | 편경, 특경                                               |
| 絲部(사부) | 실을 재료로 만든 현악기 | 거문고, 가야금, 해금, 아쟁, 향비파, 당비파, 월금, 금, 슬 |
| 竹部(죽부) | 대나무로 만든 악기      | 대금, 소금, 피리, 단소, 소, 관, 약, 적, 지, 당적         |
| 匏部(포부) | 바가지로 만든 악기      | 생황, 우                                                 |
| 土部(토부) | 흙을 구워 만든 악기     | 훈, 부                                                   |
| 革部(혁부) | 가죽을 씌워 만든 악기   | 장구, 좌고, 절고                                         |
| 木部(목부) | 나무로 만든 악기        | 박, 축, 어                                               |